# Lothar Kreyssig

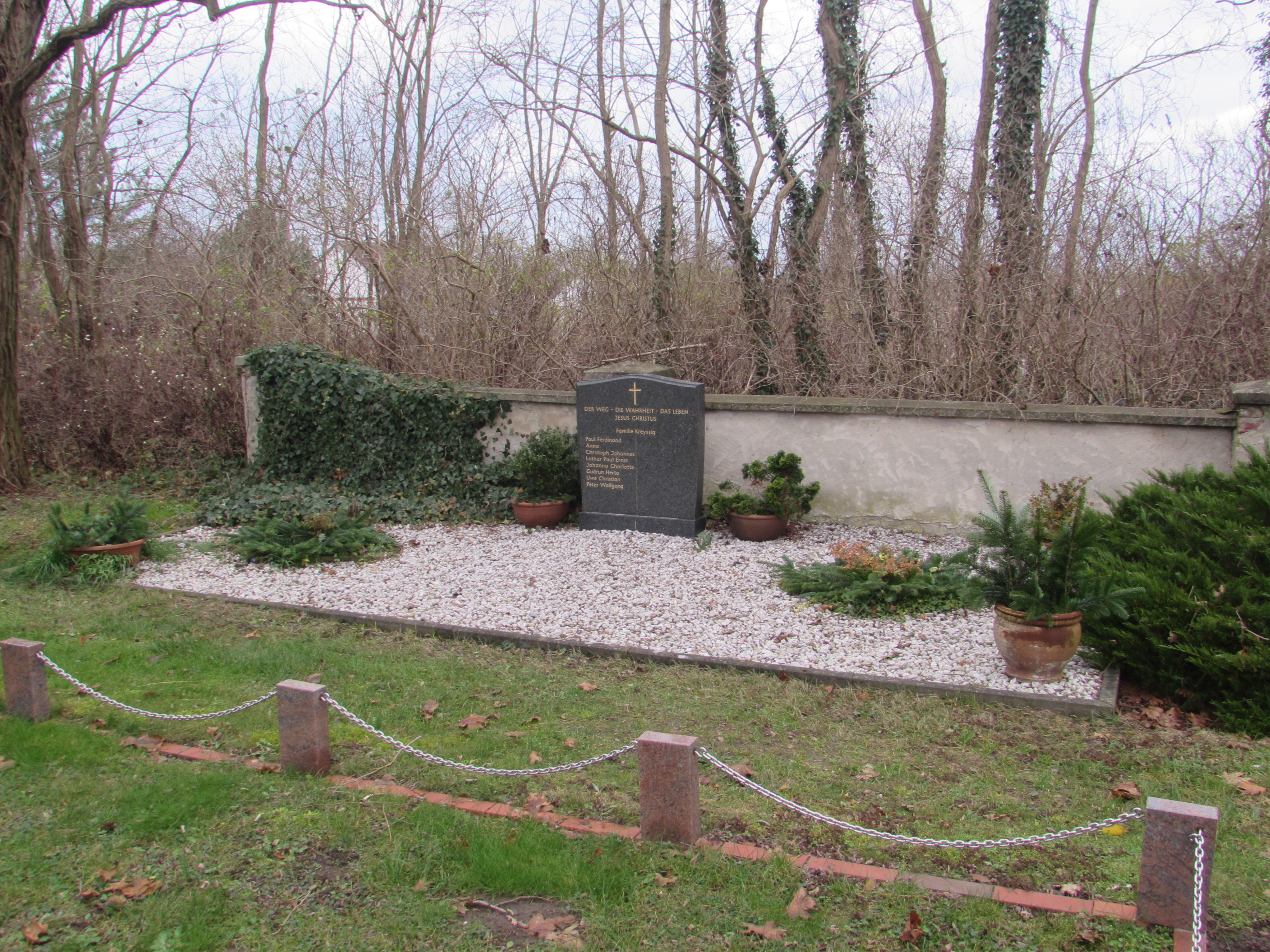
Tumba de la familia Kreyssig en Hohenferchesar, Alemania - 2017

Lothar Kreyssig (30 de octubre de 1898 - 6 de julio de 1986) fue un juez alemán durante la era de Weimar y nazi. Fue el único juez alemán que intentó detener el programa secreto de exterminio de personas discapacitadas conocido como Aktion T4, una intervención que le costó su trabajo. Después de la Segunda Guerra Mundial, se le ofreció nuevamente un cargo de juez, pero se negó. Más tarde, se convirtió en un defensor de la reconciliación alemana y fundó la Acción Servicio de Reconciliación para la Paz y la organización no gubernamental alemana de ayuda al desarrollo, Acción por la Solidaridad Mundial.

## Aktion T4
En los medios judiciales comenzaron las sospechas de que algo extraño estaba ocurriendo al percatarse de la frecuencia inusitada de fallecimientos de discapacitados pero solo el juez Lothar Kreyssig intervino decididamente en el asunto. Era un juez de Brandenburg especializado en asuntos de tutela y adopción, veterano de la Gran Guerra y miembro de la Iglesia Confesante. Aunque había votado al NSDAP, había llamado la atención de los nazis por sus posiciones «reaccionarias» y su oposición a las políticas totalitarias del gobierno —Kreyssig había dicho una vez: «Los Estados vienen y se van, pero la Palabra de la Biblia perdura». Había solicitado el traslado de Chemnitz a Brandenburgo porque cerca de allí había comprado una granja para que sus hijos vivieran en contacto con la naturaleza.
Kreyssig comenzó a sospechar cuando muchas de las personas discapacitadas que estaban bajo su tutela judicial eran trasladadas de centro y poco después se notificaba que habían muerto. Cuando tuvo la certeza de que lo que estaba en marcha era un programa ilegal e inmoral de asesinatos en masa escribió al ministro de Justicia Franz Gürtner, quien también había recibido quejas similares por parte de algunos fiscales locales y que había intentado que se aprobara un ley que diera cobertura legal a los asesinatos, pero se había encontrado con la oposición de Adolf Hitler porque la aprobación de la ley supondría que saldría a la luz el programa de asesinatos, lo que sería aprovechado por la propaganda aliada.
Kreyssig fue convocado a una reunión con el funcionario jefe del ministerio de Justicia, Roland Freisler, quien le comunicó que los asesinatos se estaban ejecutando por orden de Hitler. Kreyssig no se arredró y escribió a los directores de los centros psiquiátricos de su zona amenazándolos con acciones legales si autorizaban más traslados de sus pacientes, ya que esas personas estaban bajo su tutela legal. Finalmente Kreyssig consiguió entrevistarse con el ministro Gürtner quien no logró convencerle de que dejara de intervenir en el asunto. En diciembre de 1941 Kreyssig fue obligado a jubilarse. En la entrevista que mantuvieron Gürtner le había dicho: «Si no es usted capaz de aceptar la voluntad del Führer como una fuente de derecho, como una base del derecho, no puede seguir siendo juez».
Según el historiador británico Richard J. Evans, «Kreyssig era una figura solitaria en la persistencia de su empeño por detener la campaña. El Ministerio de Justicia acalló las dudas de los abogados y fiscales preocupados, y no se emprendió ninguna acción legal». Por su parte Michael Burleigh ha afirmado: «Kreyssig fue una de las pocas personas que salió de este asunto honrosamente».